# 文化日報
文化日報（ぶんかにっぽう、ムンファイルボ、韓国語: 문화일보）は、大韓民国ソウル特別市で発行されている夕刊紙である（土曜日は朝刊を発行）。 1991年11月1日に創刊された。本社はソウル市中区。鍾路区世宗路の現代商船ビルで東亜日報元記者、イ・ギュヘンなどの元ジャーナリストが現代グループの支援の下で創刊した。

## 沿革
創刊当初は総合日刊紙の許可を受けることができず、夕刊の文化専門紙「現代文化新聞」として創刊した。小説家の朴景利の小説を連載、金星煥の連載4コマ漫画『コバウ令監』も人気を博した。1995年7月、総合紙に転換、韓国の新聞としては初のオピニオン面を設けた他、国内有数の論客を登用し、さまざまな視点を提供してきた。
1998年のIMF韓国経済危機の影響で、現代グループが解体されたのに伴って経営分離され、独立経営体制となった。朝刊化の議論も数回あったが、夕刊紙のまま継続している。本社は光化門の現代商船ビルから、1994年に現在の西大門の旧東洋劇場の跡地に10階建ての社屋を新築して移転した。 1997年、電子版を創刊。2005年より「ノーカットニュース」と提携している
。

## 議論を呼んだ報道

### 「川人」問題
2002年1月、文化日報は性的な描写がある連載小説「川人」の連載を開始し、扇情性な表現について新聞倫理委員会から「警告」を受けている。青瓦台は女性職員に配慮するという理由で、一時購読を中断した。

### 申貞娥論争
2007年9月13日、文化日報は韓国の芸術界の重鎮である申貞娥（シン·ジョンア）のヌード写真が発見されたとして、3面に胴の部分にモザイク処理が施された2枚の写真を掲載した。文化日報は、このヌード写真を申が影響力のある人物らに性接待をした証拠であるとして疑惑を提起した。これに対して、市民団体はヌード写真掲載は事件の本質から外れた人権侵害であるとして非難し、申も写真は捏造であると主張した。これに対して文化日報は、ヌード写真の掲載は、国民の知る権利のためにした、やむを得ない選択だったと反論したが、同年10月18日に、ヌード写真掲載について謝罪し、申に対して150万ウォンの賠償金を支払った。

### セウォル号沈没事故に関する誤報
2014年4月16日に起こったセウォル号沈没事故関連のニュース報道の中で「沈没が起こった後、全員が救助された」と報道して、生徒の保護者や国民に混乱をもたらし、初期対応に否定的な影響を与えた。

### 安倍首相をヒトラーに喩えた記事および新造語「アベナイズド」
日本の内閣総理大臣安倍晋三が、現地2015年4月29日、米上下院合同会議で演説した際に歴史問題にほとんど言及しなかったことに、韓国各紙はそれぞれ反発したが、2015年4月30日、文化日報・電子版は悪乗りして、安倍の写真をヒトラーに模して旭日旗の中にハーケンクロイツを配した背景を掲載した。同時に辞書に載っていない新たな造語「アベナイズド（Abenized / 아베스럽다）」を創作し、合わせて以下のような語義及び特徴を記載した。
- 口さえ開けば「でたらめだ」と叫ぶなど、馬鹿げた行為に走る（サイコパス／精神病状態）。
- 肝心な時に不意打ちを食らわす。
- 勝手に常識と原則を捻じ曲げる。
- 自分の目で見た現実しか認めない。
- 決定的な判断ミスがあっても自分が正しいと言い張る。
- 立場が異なる場合、言葉や論理が通用しない。
- 自分を一度でも支持してくれた人々は、自分が何をしても支持すると信じている。
- 自分への正当な異議申し立てに対し、抑止の論理で相手に対する嫌悪感を露わにする。

## 関連紙
- デジタルタイムズ - 電子版のIT・経済専門新聞。
- AM7 - フリーペーパーの総合紙。2013年に休刊した。